# 愛知県道293号桜井岡崎線

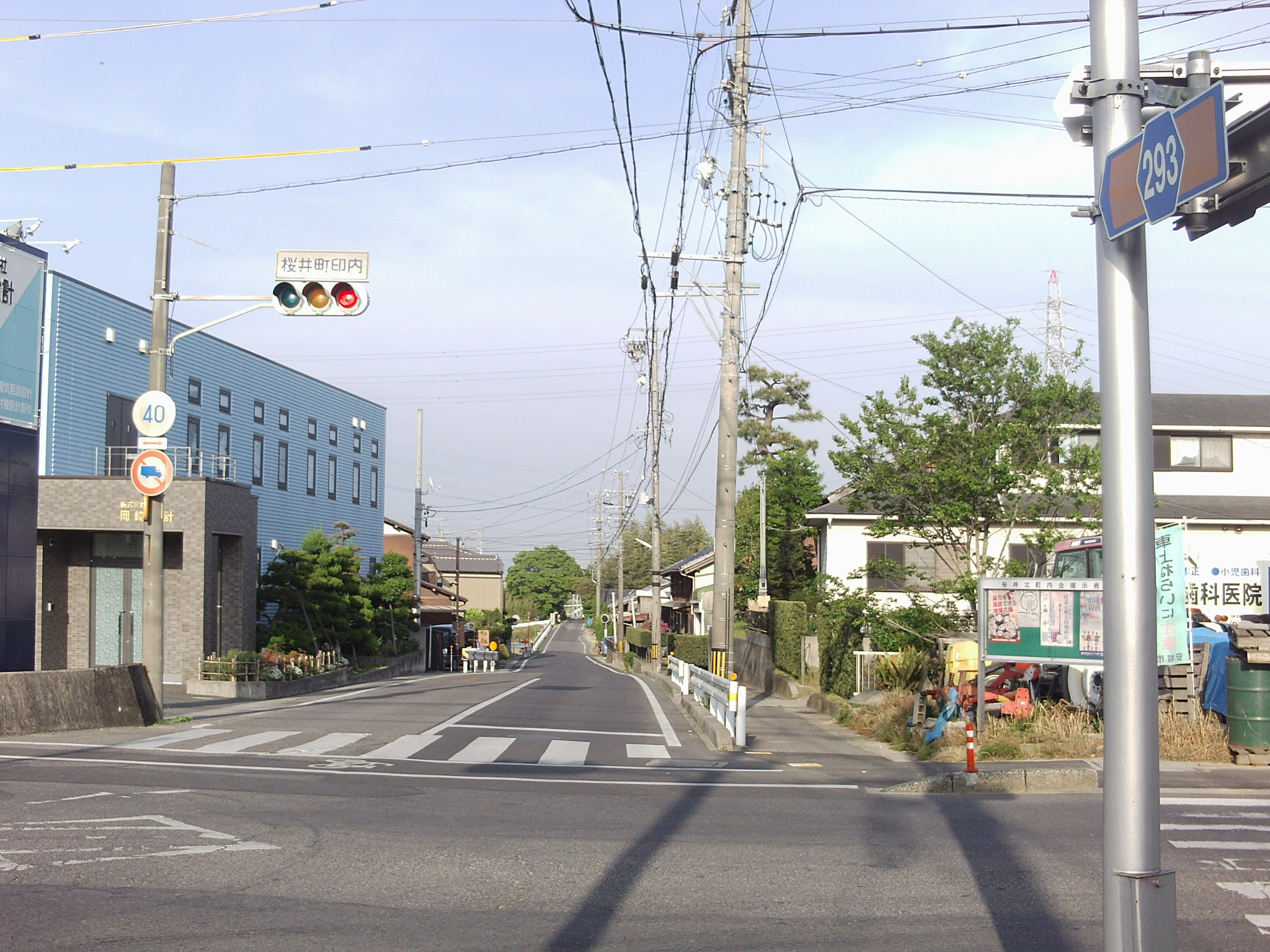
起点の桜井町（現在の安城市の市域）。起点直後の古い橋が連続する区間は幅員狭小のため、四輪車は譲り合いながら通行する。

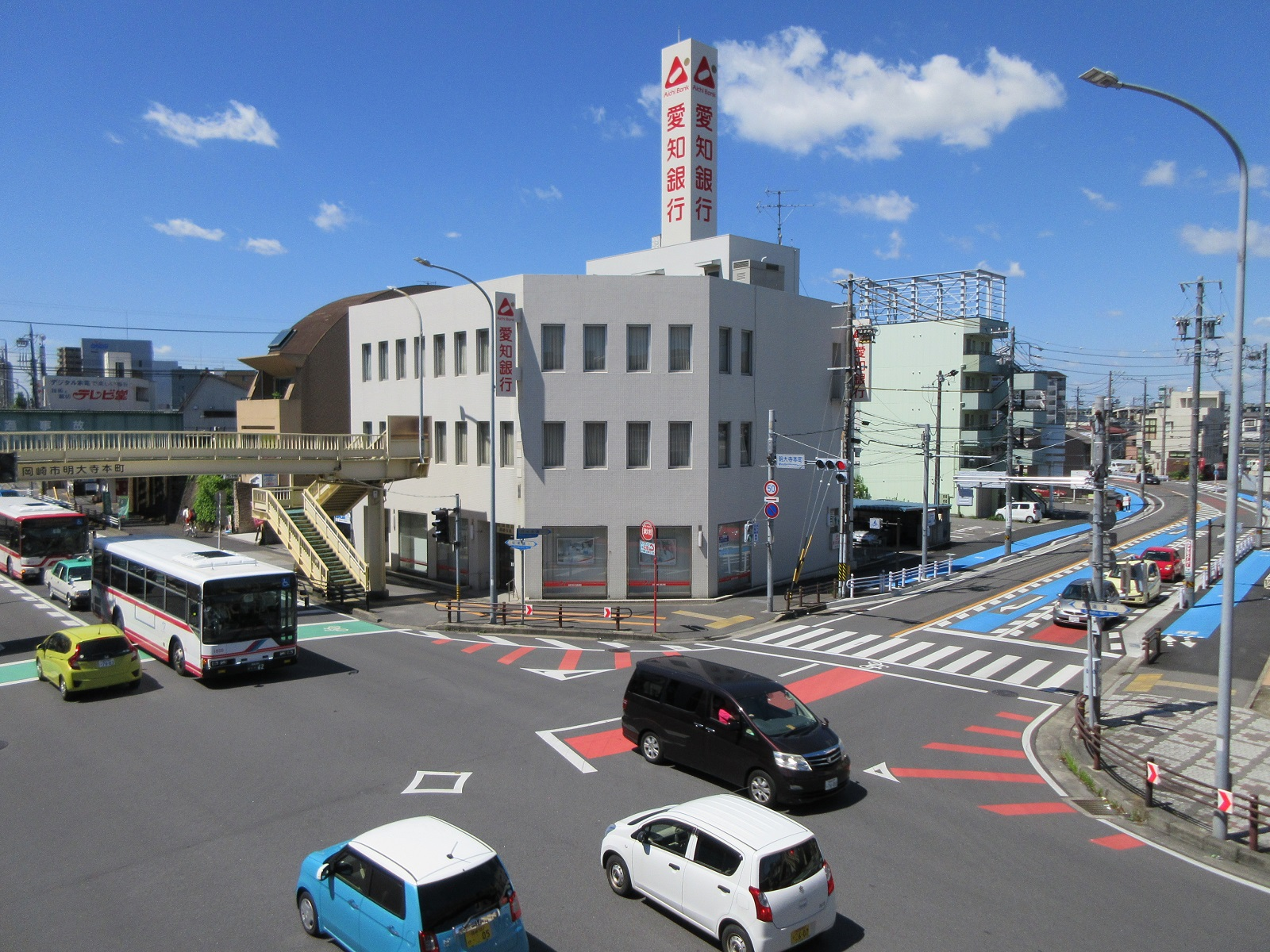
終点の明大寺本町交差点（岡崎市明大寺本町）

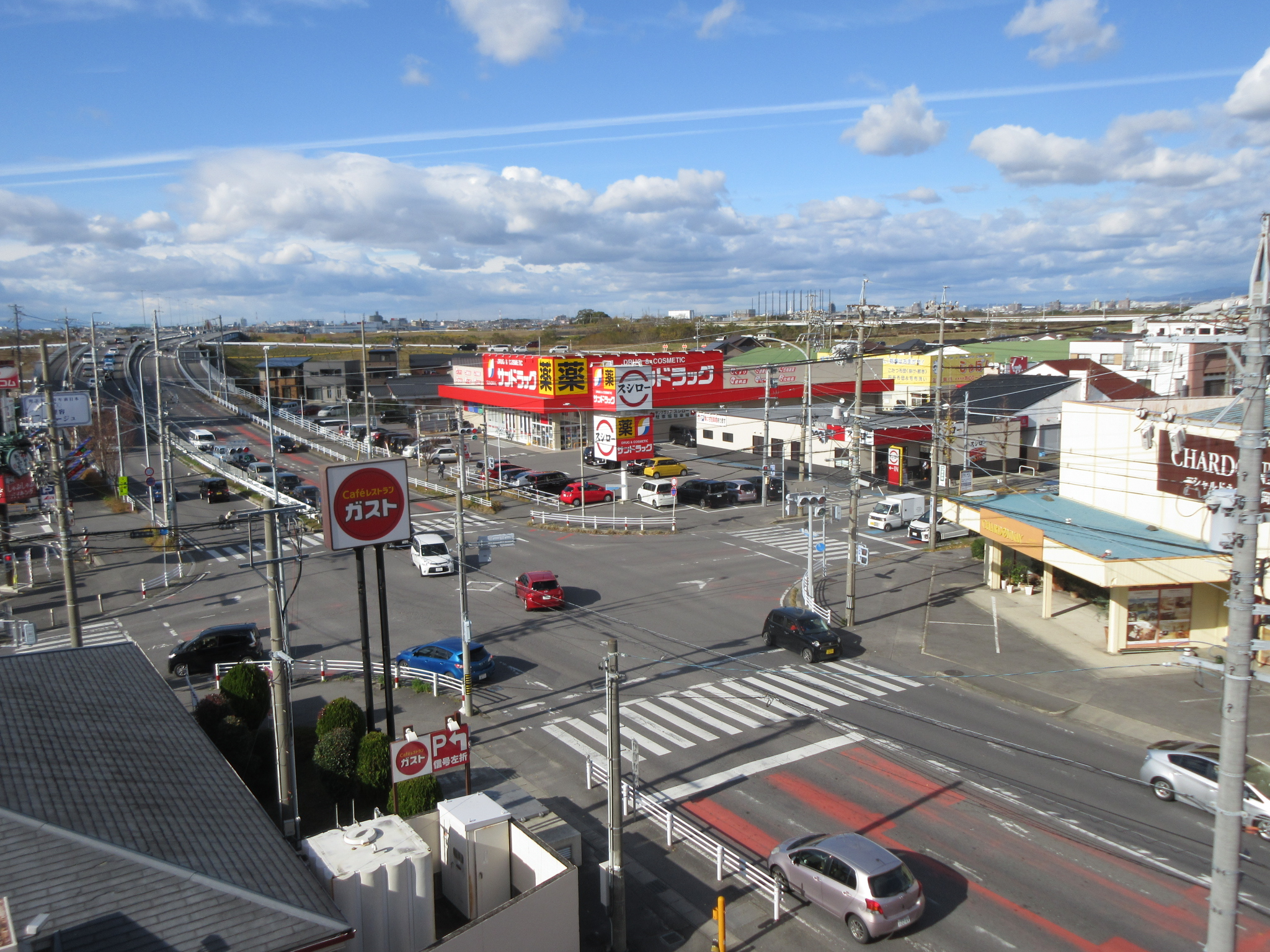
愛知県道48号岡崎刈谷線（竜南メーンロード）との交差点（岡崎市天白町）

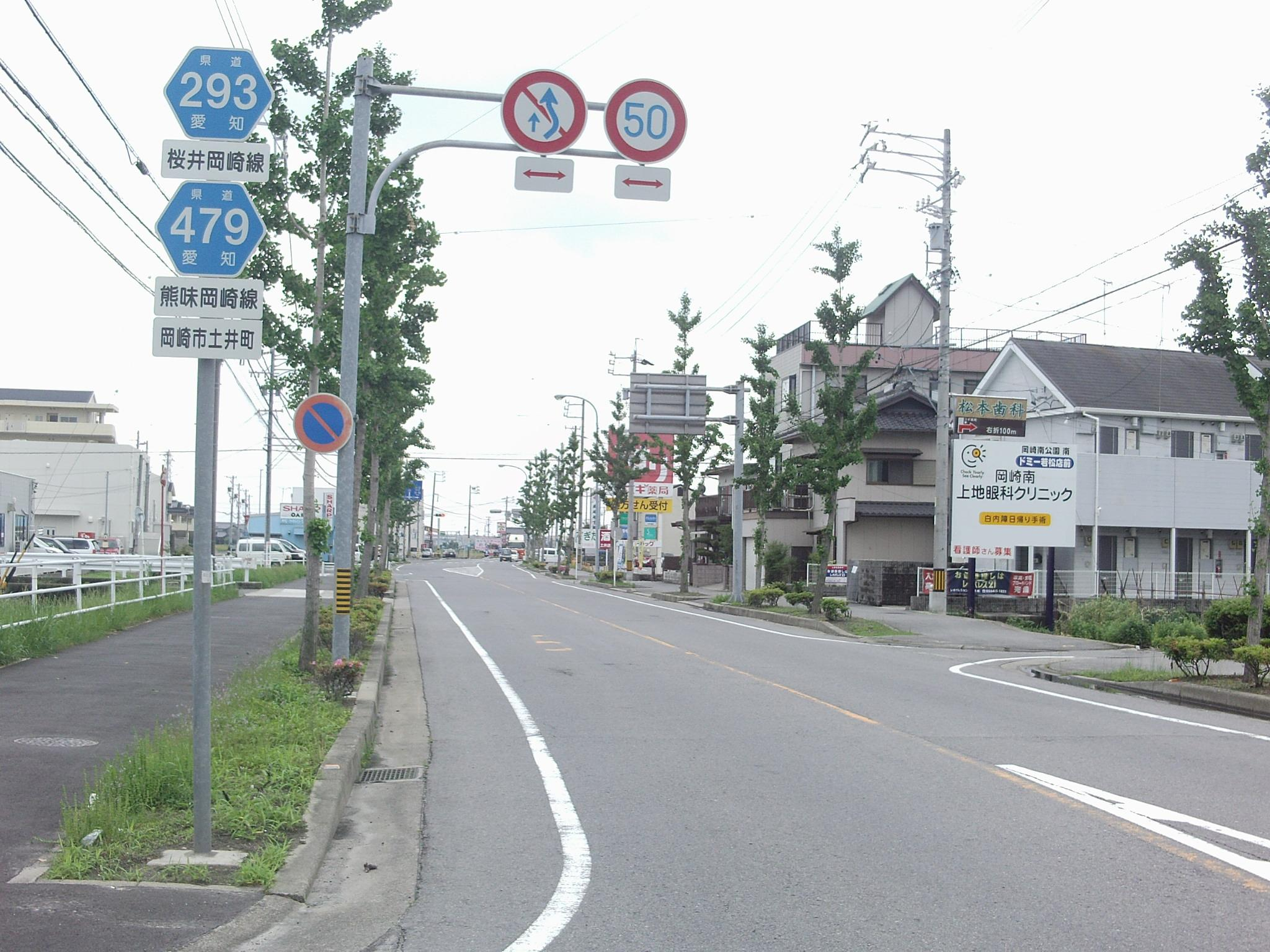
愛知県道479号熊味岡崎線との重複区間。

愛知県道293号桜井岡崎線（あいちけんどう293ごう さくらいおかざきせん）は、愛知県安城市桜井町から同県岡崎市に至る一般県道である。

## 概要

### 路線データ
愛知県法規集に基づく起終点および経過地は次のとおり。
- 起点：安城市桜井町（桜井町印内交差点＝愛知県道44号岡崎西尾線交点）
- 終点：岡崎市明大寺本町2丁目（明大寺本町交差点＝愛知県道477号東大見岡崎線終点、愛知県道483号岡崎幸田線交点）
- 重要な経過地：なし

## 歴史
- 1959年（昭和34年）12月15日
愛知県が県道桜井岡崎線として認定[1]。

## 路線状況

### 通称
- 六名通り（岡崎市上和田西交差点から明大寺本町交差点までの区間）[要出典]

## 地理

### 通過する自治体
- 愛知県
安城市 - 岡崎市

### 交差する道路
- 愛知県道44号岡崎西尾線（岡崎街道）（桜井町印内交差点）
- 愛知県道78号安城幸田線（美矢井橋西交差点・土井町柳ヶ坪交差点間で重複）
- 愛知県道479号熊味岡崎線（青野街道）（土井町柳ヶ坪交差点・土井町西交差点間で重複）
- 愛知県道48号岡崎刈谷線（竜南メーンロード）（上和田西交差点）
- 国道248号（六名1丁目交差点）
- 愛知県道483号岡崎幸田線（電車通り）・愛知県道477号東大見岡崎線（東岡崎駅前通り）（明大寺本町交差点）

### 沿線
- 名鉄西尾線 堀内公園駅
- 矢作川（美矢井橋）
- 愛知環状鉄道・愛知環状鉄道線 六名駅
- 名鉄名古屋本線 東岡崎駅